# Union Express (Popband)
Union Express war eine britische Popband der frühen 1970er Jahre. Bekannt wurde sie vor allem durch ihren Hit Ring a Ring of Roses, eine Adaption des gleichnamigen Abzählreims und Volksliedes. Im britischen Team gewann die Band 1972 das Songfestival von Knokke.

## Bandgeschichte
Gegründet wurden Union Express im Jahr 1970 von Songwriter und Produzent Paul Curtis, der zuvor bei den Bands Western Union und The Starlights spielte und sang. Auch die beiden weiteren Starlights-Sänger, Dave Gibson und Steve Fearnley, schlossen sich der neuen Formation an. Dazu kamen die Mitglieder der Band The Highlights, die Zwillingsschwestern Jean und Gloria Harrison sowie Gitarrist John Booth und Drummer Paul Zubine. Auf Fotos wurden meist lediglich die drei Sänger und zwei Sängerinnen präsentiert. Auf einer Tournee in Spanien gehörte Hazell Dean zur Band. Zeitgenossen verglichen die Auftritte von Union Express mit denen der zu dieser Zeit ungleich erfolgreicheren Formation New Seekers. Das US-Magazin Billboard attestierte der Band „routinierten Bubblegum“.
Im März 1971 veröffentlichte die Band ihre erste Single, Get My Wheels A-Rollin’. Bekannt wurden Union Express jedoch erst, nachdem die Band im Oktober 1971 am Grand Prix RTL International von Radio Luxemburg teilgenommen hatte. Mit ihrem Lied Ring a Ring of Roses – einem Traditional, adaptiert von Paul Curtis und produziert von John Goodison, mit dem Davis schon bei Western Union zusammengearbeitet hatte – erreichten Union Express den zweiten Platz hinter Miguel Ríos, der mit dem Lied Sonnenschein und Regenbogen für Deutschland angetreten war. In der Folge avancierte Ring a Ring of Roses zum Hit in Deutschland, wurde 20 Wochen in den Charts notiert und erreichte als Höchstposition Platz elf. Am 15. Januar 1972 traten Union Express mit dem Hit in der ZDF-Musiksendung disco ’72 auf.
Im Juli 1972 nahmen Union Express am Songfestival von Knokke teil. Die Band gewann den Gesangswettbewerb im britischen Team gemeinsam mit Sängerin Penny Lane und Sänger Malcolm Roberts. Im Finale trugen sie erneut Ring a Ring of Roses sowie das im September 1972 als Single veröffentlichte Sugar Honey vor. Am Ende hatten die Briten einen Vorsprung von 22 Punkten vor den heimischen Künstlern. Im Oktober des Jahres kehrten Union Express für mehrere Konzertauftritte nach Belgien zurück.
Wencke Myhre knüpfte – unter ihrem wirklichen Namen, Wenche Myhre – an den Erfolg von Ring a Ring of Roses an und veröffentlichte eine norwegische Version (Jeg og du og vi to); in ihrem Heimatland hatte sie damit einen Nummer-eins-Hit. Eine deutsche Version (Ringel Rangel Rosen) sang Sheila McKinlay.
Union Express veröffentlichten weitere Singles und ein Album, die jedoch keine Hits mehr hervorbrachten. Paul Curtis verließ die Band und widmete sich fortan dem Songwriting; Erfolg hatte er mehrfach mit Liedern für den Eurovision Song Contest, darunter Let Me Be the One von den Shadows und Love Games von Belle and the Devotions. Ohne ihn endete kurz darauf die Geschichte von Union Express; ein Teil der Bandmitglieder machte in der Kabarett-Formation Pinocchio weiter.

## Diskografie
Alben
- 1972: Ring a Ring of Roses Happy Song

Singles
- 1971: Get My Wheels A-Rollin’ / One Good Reason
- 1971: Ring a Ring of Roses / Emily Knows
- 1972: Happy Song / Wish I Was Home Again
- 1972: Sugar Honey / Taking the Road to Freedom
- 1972: Oh, Baby (Don’t Make Me Wait) / Shoo-Be-Doo-Be-Doo
- 1973: Do You Love Me? / Alligator Fix